# Basilica di San Paolino
La basilica di San Paolino (in tedesco: Basilika St. Paulin) è una parrocchiale tardo barocca situata nella città di Treviri, in Germania. Gli interni della chiesa sono stati progettati da Balthasar Neumann, uno dei più celebri architetti tedeschi dell'epoca barocca. Fino al 1804 la chiesa (e gli edifici preesistenti alla sua edificazione) era classificata come chiesa collegiata, dal 1958 è una basilica minore.

## Storia

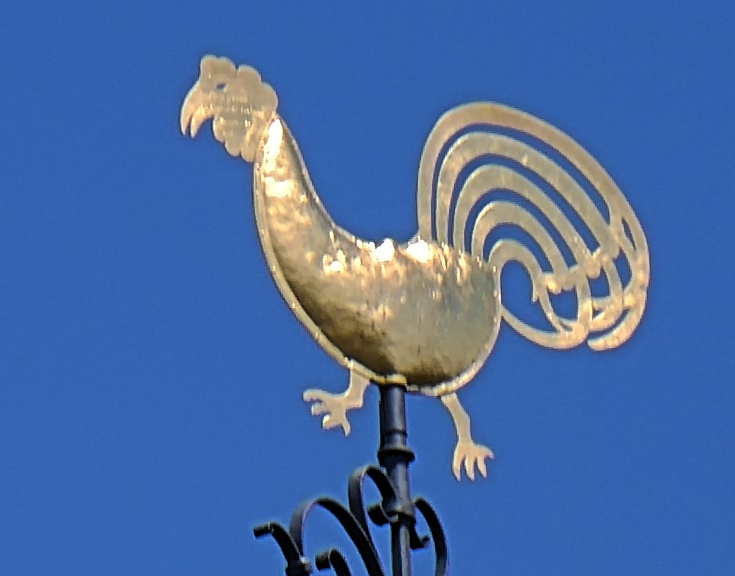
Banderuola

### La prima chiesa: dal IV secolo al 1039
La prima chiesa edificata nel luogo dove è sita l'attuale basilica fu edificata dal vescovo Felix nel IV secolo nel sito del cimitero romano a nord delle mura cittadine della Treviri romana Augusta Treverorum. La leggenda vuole che i resti ossei ivi ritrovati appartenessero alla Legione tebana, sterminata per motivi di fede. Secondo versioni locali della leggenda il luogo dello sterminio corrisponde all'attuale sagrato della chiesa.
La chiesa venne intitolata a san Paolino di Treviri, vescovo della città dal 346 al 353 e i cui resti vennero trasferiti nella chiesa intorno al 400. Alcune reliquie del santo si trovano nella chiesa di San Paolino a Lauterbach, una zona della città di Völklingen, nel Saarland.
Nel V secolo Treviri venne conquistata dai Franchi e la chiesa venne distrutta. La ricostruzione iniziò nel 480. Le fondamenta della collegiata  non sono però databili in maniera precisa. Nel 1039 un incendio distrusse quasi completamente l'edificio, rimase solo la cripta con i numerosi resti ossei che ancora oggi viene aperta in occasione di feste religiose ed in rare occasioni è visitabile dal pubblico

### La seconda chiesa: prima del 1148 fino al 1674
La ricostruzione avvenne in forma di una basilica romanica a due torri campanarie, consacrata nel 1148 da papa Eugenio III. L'edificio romanico venne distrutta dalle truppe francesi durante la guerra di conquista condotta da Luigi XIV. Dell'antica basilica rimane solo la cripta romanica con il sarcofago del santo.

### La terza chiesa: dal 1734-57 ad oggi

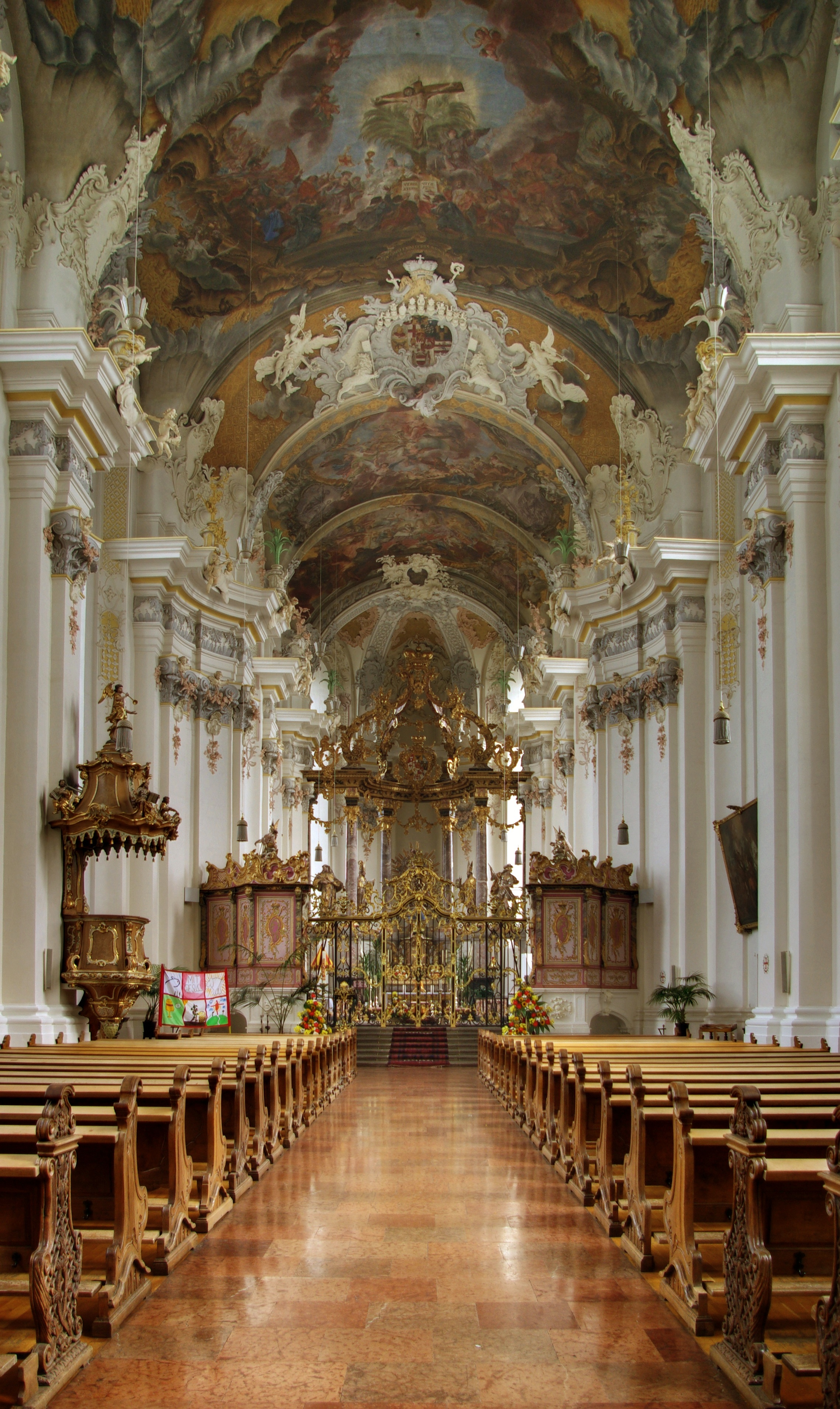
L'interno

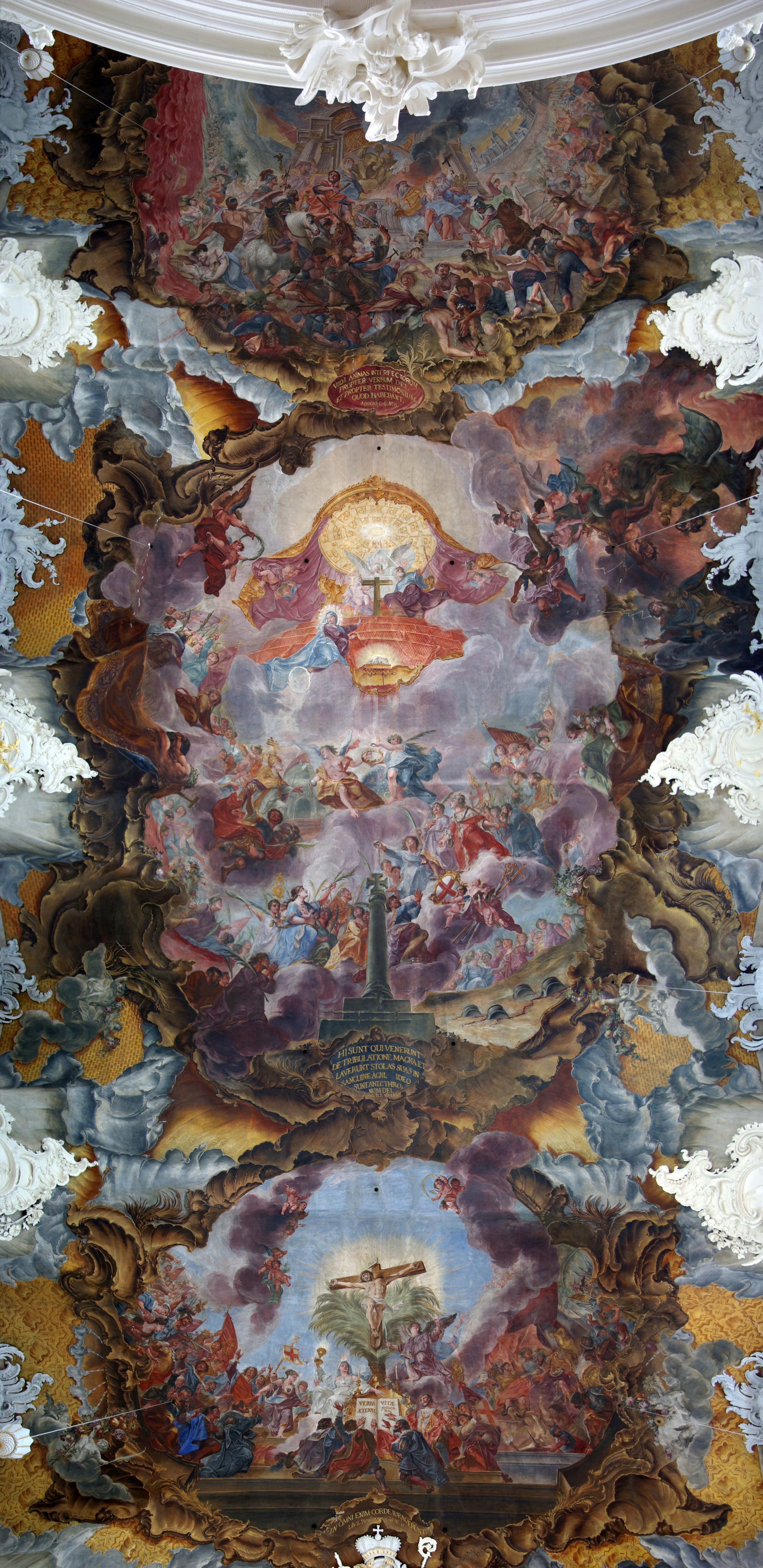
Le volte affrescate da Christoph Thomas Scheffler nel 1743.

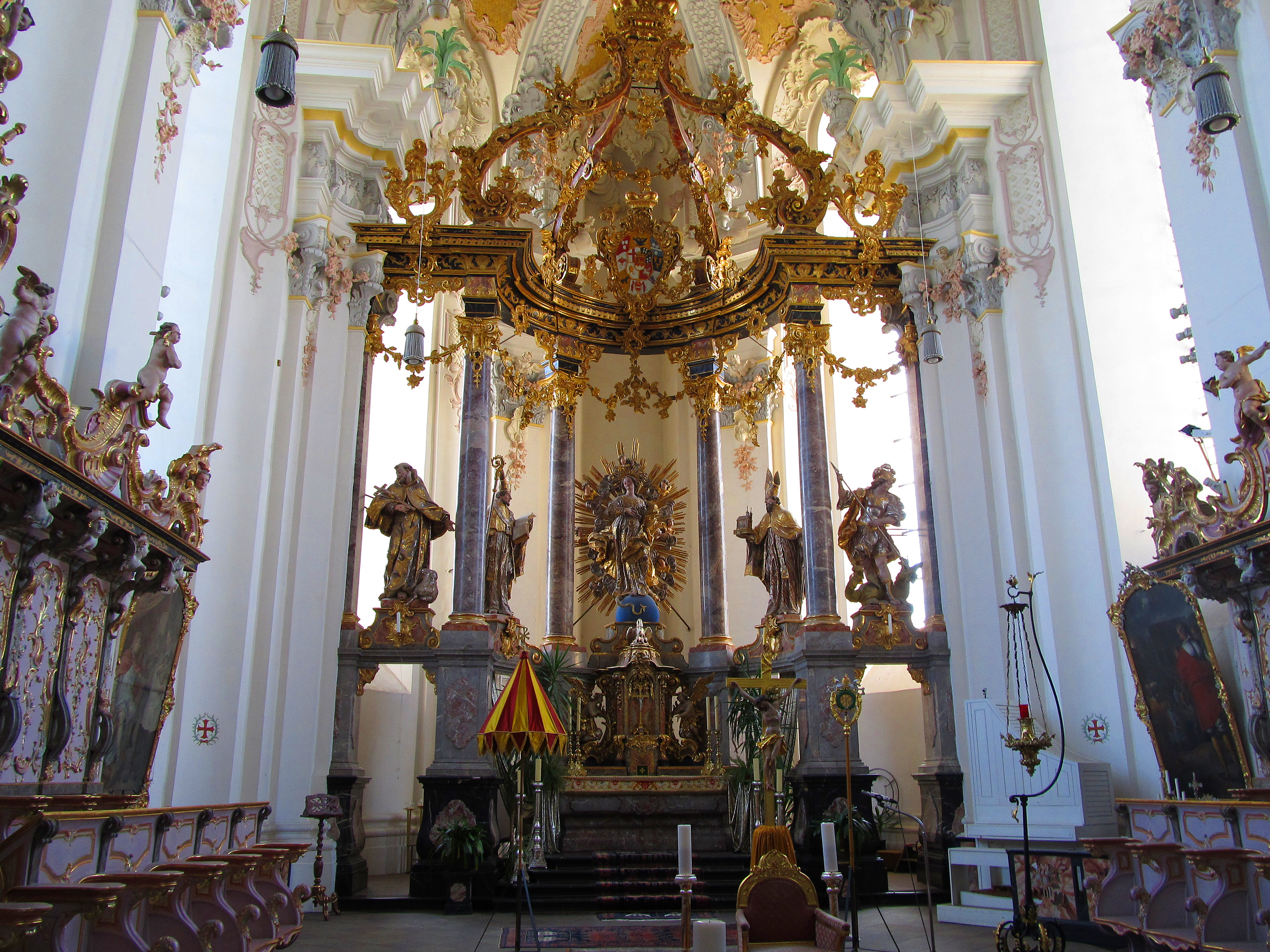
L'altar maggiore di Neumann.

Nel 1734, il principe elettore ed arcivescovo Franz Georg von Schönborn-Buchheim posò, in corrispondenza della navata centrale della basilica romanica, la prima pietra per la costruzione della nuova chiesa che finanziò con mezzi propri 
La nuova chiesa era un edificio barocco a navata unica il cui progetto è attribuito a Christian Kretzschmar. La costruzione è però soprattutto legata al nome di Johann Balthasar Neumann che progettò il ricco allestimento interno della chiesa.
Christoph Thomas Scheffler (1743), è l'autore degli affreschi sulla volta, vi sono rappresentati la storia di San Paolino e il martirio della Legione Tebana, le pareti sono riccamente decorate con stucchi bianchi.
L'altare maggiore (su disegno di Balthasar Neumann) – un altare a ciborio – , il coro e diversi altri decori della chiesa sono opera dello scultore Ferdinand Dietz. L'organo, costruito a Treviri da Romanus Benedikt Nollet venne completato nel 1756. Il prospetto di facciata dell'organo è riconducibile a disegni di Neumann e venne realizzato da Johannes Seiz. La consacrazione avvenne nel 1757.
Nel 1794 la città di Treviri venne occupata da truppe rivoluzionarie francesi. Nel 1802 il collegio di San Paolino, così come gran parte dei monasteri e abbazie di Treviri, venne soppresso e il suo patrimonio espropriato. Nel 1804 parte del patrimonio venne restituito e la chiesa venne dichiarata “parrocchiale”.
Nel XX secolo la chiesa venne restaurata, dapprima (1930/31) l'interno e in seguito (1979–82) l'esterno. Frequenti anche gli interventi di rinnovo sull'organo, elettrificato nel 1934 nel contesto di un più ampio intervento di restauro e nuovamente restaurato nel 1991.
Il 23 maggio 1958 papa Pio XII conferì alla chiesa il titolo onorifico di basilica minor, terza chiesa di Treviri (e trentaduesima in Germania) con questo titolo.
Ogni anno, in ottobre, vengono celebrati i cosiddetti “giorni dei martiri” (Märtyrertage) dedicati ai martiri di Treviri e alla Legione Tebana. In questa occasione viene aperta la parte più antica della cripta, normalmente chiusa e parzialmente visibile solo attraverso una cancellata in ferro, nella quale riposano quelli che si credono essere i resti dei soldati romani.

## Descrizione

### Arte e architettura
L'attuale chiesa parrocchiale si presenta come un edificio a navata unica con coro di sezione minore rispetto alla navata, sotto il quale si trova una cripta a tre navate. Le pareti della navata, l'abside del coro e la torre poggiano sulle fondazioni del preesistente edificio romanico. La lunghezza complessiva è di 52 metri, la torre è alta quasi 53 metri.

### Organo a canne

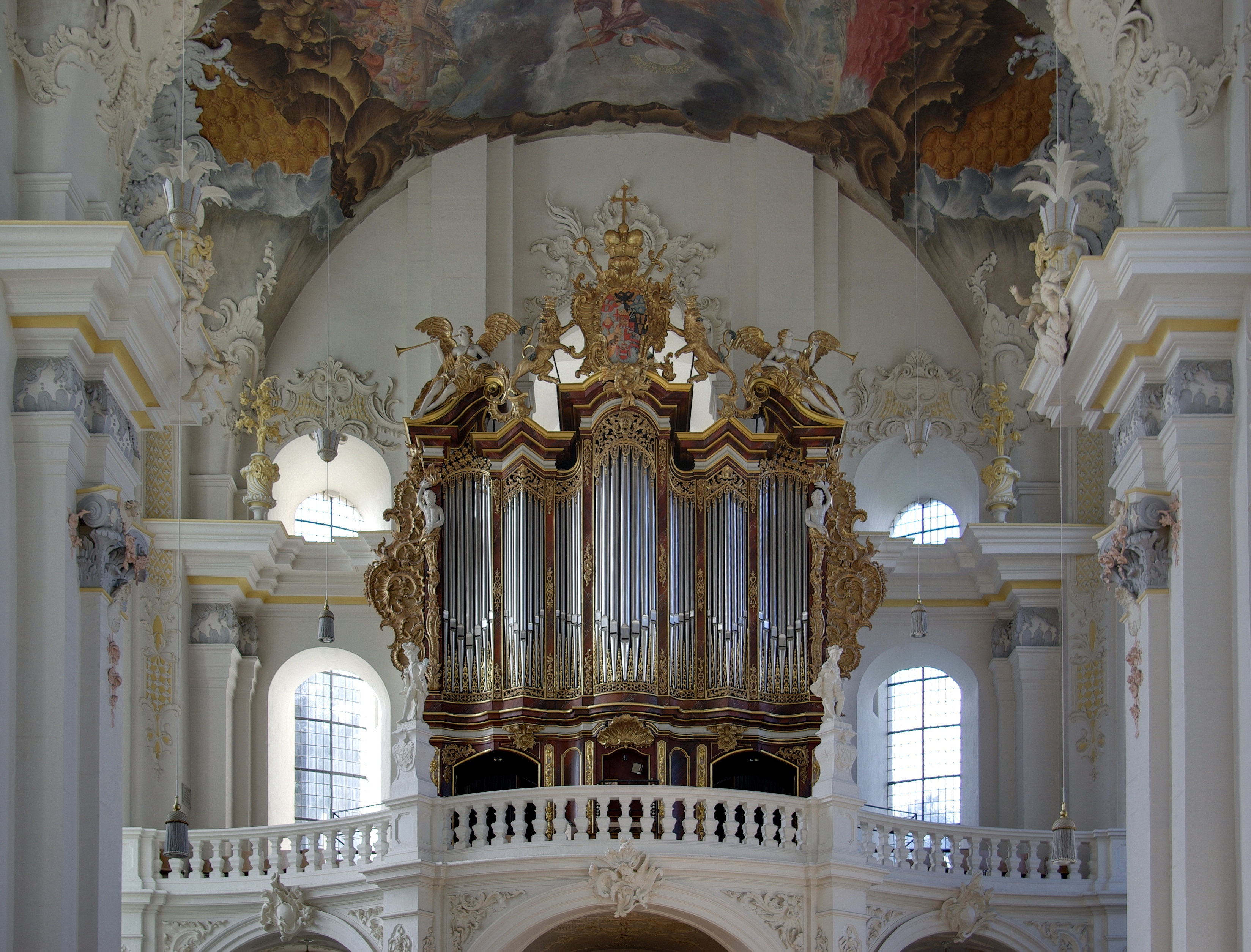
L'organo

Sulla cantoria in controfacciata si trova l'organo a canne Klais opus 1700, del 1991; si tratta dell'ultima di una serie di ricostruzioni di uno strumento realizzato dall'organaro tedesco Roman Benedikt Nollet fra il 1747 e il 1756, con cassa lignea scolpita su progetto di Johann Balthasar Neumann. L'organo attuale è a trasmissione mista (elettrica per i registri e meccanica per i manuali e il pedale) e dispone di 43 registri; la sua consolle è a finestra, con tre tastiere di 54 note ciascuna ed una pedaliera di 30.